# Буховицька сільська рада
Буховицька сільська́ ра́да (біл. Буховіцкі сельсавет) — адміністративно-територіальна одиниця у складі Кобринського району Берестейської області Білорусі. Адміністративний центр — село Буховичі.

## Склад
Населені пункти, що підпорядковувалися сільській раді станом на 2009 рік:
| Населений пункт   | Тип  | Населення, осіб (2009) |
| ----------------- | ---- | ---------------------- |
| Береза            | село | 157                    |
| Береза Костинська | село | 15                     |
| Великі Лепеси     | село | 1613                   |
| Борщі             | село | 11                     |
| Босяч             | село | 144                    |
| Буховичі          | село | 383                    |
| Гориздричі        | село | 32                     |
| Дубове            | село | 33                     |
| Євсимовичі        | село | 237                    |
| Єремичі           | село | 672                    |
| Зосими            | село | 123                    |
| Іменин            | село | 696                    |
| Каменка           | село | 54                     |
| Козище            | село | 63                     |
| Легати            | село | 280                    |
| Лесково           | село | 145                    |
| Луцевичі          | село | 359                    |
| Малі Лепеси       | село | 17                     |
| Минянка           | село | 133                    |
| Подолісся         | село | 56                     |
| Річиця            | село | 6                      |
| Стриї             | село | 178                    |
| Яремичі           | село |                        |

## Населення
За переписом населення Білорусі 2009 року чисельність населення сільської ради становила 5407 осіб.

### Національність
Розподіл населення за рідною національністю за даними перепису 2009 року:
| Національність                | Осіб | Відсоток |
| ----------------------------- | ---- | -------- |
| білоруси                      | 4837 | 89,46 %  |
| росіяни                       | 246  | 4,55 %   |
| українці                      | 214  | 3,96 %   |
| цигани                        | 28   | 0,52 %   |
| греки                         | 28   | 0,52 %   |
| поляки                        | 12   | 0,22 %   |
| вірмени                       | 10   | 0,18 %   |
| татари                        | 9    | 0,17 %   |
| національність не вказана     | 9    | 0,17 %   |
| литовці                       | 2    | 0,04 %   |
| молдовани                     | 2    | 0,04 %   |
| башкири                       | 2    | 0,04 %   |
| карели                        | 2    | 0,04 %   |
| євреї                         | 1    | 0,02 %   |
| німці                         | 1    | 0,02 %   |
| гагаузи                       | 1    | 0,02 %   |
| кабардинці                    | 1    | 0,02 %   |
| національність не повідомлена | 1    | 0,02 %   |
| дві та більше національності  | 1    | 0,02 %   |
| Разом                         | 5407 | 100 %    |